# Ē̍
Ē̍ (minuscule : ē̍), appelé E macron ligne verticale en chef, est une lettre latine utilisée dans l’étude des langues balto-slaves et fait partie de la norme DIN 91379. Il est parfois utilisé dans la translittération du sanskrit védique à la place du ḗ de l’ISO 15919.
Il s’agit de la lettre E diacritée d’un macron et d’une ligne verticale en chef.

## Représentations informatiques
Le E macron ligne verticale en chef peut être représenté avec les caractères Unicode suivants :
- composé (latin étendu-A, diacritiques) :

| formes    | représentations | chaînes de caractères | points de code | descriptions                                                         |
| --------- | --------------- | --------------------- | -------------- | -------------------------------------------------------------------- |
| capitale  | Ē̍               | Ē◌̍                    | U+0112 U+030D  | lettre majuscule latine e macron diacritique ligne verticale en chef |
| minuscule | ē̍               | ē◌̍                    | U+0113 U+030D  | lettre minuscule latine e macron diacritique ligne verticale en chef |

- décomposé (latin de base, diacritiques) :

| formes    | représentations | chaînes de caractères | points de code       | descriptions                                                                     |
| --------- | --------------- | --------------------- | -------------------- | -------------------------------------------------------------------------------- |
| capitale  | Ē̍               | E◌̄◌̍                   | U+0045 U+0304 U+030D | lettre majuscule latine e diacritique macron diacritique ligne verticale en chef |
| minuscule | ē̍               | e◌̄◌̍                   | U+0065 U+0304 U+030D | lettre minuscule latine e diacritique macron diacritique ligne verticale en chef |